# Pel-Air
Pel-Air Aviation Pty Ltd (commerce sous le nom de Pel-Air) est une compagnie aérienne basée à Mascot, Sydney, Australie. Il s'agit d'une filiale à part entière de Regional Express Holdings, qui détient également les compagnies aériennes australiennes Regional Express Airlines (Rex).
Pel-Air se spécialise dans les services d'affrètement aérien et ad hoc, dans les services d'affrètement de cadres exécutifs partout en Australasie, ainsi que dans les services de fret. Elle exploite également des services d'assistance médicale et d'évacuation sanitaire avec sa flotte d'appareils Westwind. Ses bases principales sont l'aéroport de Brisbane, l'aéroport d'Adélaïde et l'aéroport d'Essendon.